# Au féminin
Pour l’article homonyme, voir Aufeminin.
Albums de Najoua Belyzel
Entre deux mondes... En équilibre
(2006) Rendez-vous... De la Lune au Soleil
(2019)
Singles
1. Quand revient l'été
Sortie : 10 septembre 2007
2. La bienvenue
Sortie : 24 mars 2009
3. M (Hey Hey Hey)
Sortie : 30 novembre 2009
4. Ma sainte-nitouche
Sortie : 10 février 2010

Au féminin est le deuxième album solo de Najoua Belyzel, vendu à 10 000 exemplaires en France. À la suite de cet échec commercial, la chanteuse décide de mettre un terme à son contrat avec la maison de disques Scorpio Music.

## L'album

### Le projet
C'est en écoutant une émission sur la guerre de Cent Ans, parlant d'un mouvement féminin décidé de s'allier pour une trêve de l'amour, car elles refusaient d'enfanter pour servir la guerre, que la chanteuse eut l'idée du thème de son second album. Pour elle, cet album est plus doux et plus lumineux que son premier album, qui était plus incisif.

### Thèmes
Les thèmes abordés sur l'album sont multiples (chirurgie esthétique, infanticide). Cependant, le thème principal est l'amour, un regard féminin vers la société. Comme dans son premier album, Au féminin rapporte des textes autobiographiques et parfois inspirés des autres, mais celui-ci reste le plus personnel de l'artiste.

## Composition
Comme sur Entre deux mondes... En équilibre, c'est Christophe Casanave, son coauteur, producteur et compositeur qui s'est chargé de la composition des morceaux. Les titres de cet album sont beaucoup plus électro que celui du précédent qui étaient plus ancrée sur le pop rock.

## Textes
Le premier titre de l'album et second titre promotionnel La Bienvenue raconte l'histoire d'une enfant non-désirée. Dès la publication de ce titre, les critiques pensaient que cette chanson parlait des femmes battues jusqu'à l'arrivée du clip.
Ma vie n'est pas la tienne traite, d'après la chanteuse, du fantasme et de la possession de l'autre.
Sur cet album, on découvre trois chansons classées par thèmes : La Trêve de l'amour, parlant du mouvement féminin datant de la guerre de Cent Ans qui a inspiré la chanteuse, Née de l'amour, une de ses premières chansons qu'elle avait déjà mise sur internet, ré-enregistrée afin qu'elle ait vraiment sa place, parlant « d'une entité qui vient sur terre pour laver les âmes humaines, dire "stop" aux gens qui se battent et qui se détestent et vient leur faire l'amour pour les laver et elle meurt en les purifiant » et Combien de fois, la dernière piste de l'album synonyme d'espoir après des titres assez sombres.
Elle avait commencé à écrire Ma Sainte-Nitouche en 2003, puis décide de l'inclure dans l'album, modifiée et ré-arrangée avec son coauteur. Ce titre traite de la chirurgie esthétique.
Le titre Jérémie fait allusion à un homme gay bien dans sa peau. C'est en découvrant Thomas Beatie, un homme trans tombé enceint, que Najoua écrivit cette chanson. Heureux d'être bisexuel (la chanson commence par « Jérémie aime les filles ou les garçons »), le personnage de la chanson est si heureux que pour lui, tout est possible. Du coup, il s'imagine voir « son ventre gonfler » et veut avoir un enfant (« Voir son ventre gonfler/Tel est son doux secret »). Puis, la dernière phrase du troisième couplet insiste sur la communauté gay qui pourra un jour adopter des enfants (« Un jour il finira par l'adopter »).
M (Hey hey hey), est une chanson dédiée à Mylène Farmer. « Comme je n'ai pas le droit de dire "Dieu" ou de parler des anges comme elle et bien, le refrain n'a pas de mots, ce ne sont que des "Hey Hey Hey". Comme on a dit que je m'accroche à elle, que je veux lui ressembler, je dis "Je ne suis pas les pas de Tristana mais ceux d'Allah" pour marquer les choses. Je ne sais pas si cela va changer les choses mais je me suis éclatée à le faire. À la fin, chose très importante pour moi, je précise que je ne suis pas là pour courtiser ses fans et je dis que "Je ne volerai jamais ton ciel sous XXL" » expliqua la chanteuse sur sa chanson. On découvre que plusieurs titres de Mylène Farmer se sont glissés sur cette chanson (Tristana, XXL) et qu'à la fin, on entend murmurer l'interprète dire « M comme Mylène ».
Denis est la seule chanson écrite en anglais sur l'album. Ayant interpréter ce titre en concert durant l'ère Entre deux mondes... En équilibre, inspiré musicalement par des sons venant d'Amérique du Nord telles que ceux de Lady Gaga ou encore Katy Perry, cette chanson raconte l'histoire d'une relation en péril à cause de la drogue. C'est l'histoire de Denis qui prend de la drogue et qui jurait qu'il arrêterait d'en prendre, et sa femme qui est en train de le perdre, lui affirme que c'est elle sa drogue.
L'Âme exilée, d'après Najoua, aborde un face à face avec soi-même : « Faut le vivre pour le comprendre. Il y a un moment où tu ne sais plus si tu es Najoua Mazouri ou Najoua Belyzel. Tu rentres chez toi, tu vois ton disque d'or et tu te dis que tu vas l'enlever et ne pas le laisser là car quand les gens viennent chez toi, ils ne parlent que de chanson et de musique. Tu te demandes s'ils t'aiment pour ce que tu es ou ce que tu fais. L'Âme exilée traite de choses qu'on ne peut pas toucher. Tu te couches et tu sens un poids sur toi. En fait, c'est tout le stress de ce que je fais, de ce que les gens attendent de moi. Tout ce côté "image", où chacun s'imagine ce qu'il veut, t'éloigne de ce qui t'importe le plus. Pour moi, ce qui m'importe le plus, en l'occurrence, c'est Dieu. À un moment donné, régulièrement, je trouvais une étoile par terre et j'ai arrêté de la trouver. C'étaient des confettis que je trouvais dans la rue. Je les cherchais alors qu'avant je les trouvais. Ce sont des petits trucs comme cela que je prends comme des signes de Dieu. C'est de là que L'Âme exilée est née » explique-t-elle.
La chanteuse a écrit la chanson Au féminin en premier, juste avant La Bienvenue et s'est inspirée d'une de ses amis ayant eu des problèmes avec son fiancé. Au moment où elle l'a écrite, son amie s'est « libérée de ce personnage. »
Dans Fille d'Orient ou d'Occident, elle se questionne sur ce qu'elle est.
Tout va bien fait allusion à quelqu'un qui fait des adieux sereins : « Comment aborder la mort de façon sereine ? Cette chanson en parle. C'est quelqu'un qui sait qu'il est condamné mais qui rassure ses proches. C'est un peu comme le film P.S. I Love You où un homme meurt et laisse des lettres à sa femme pour qu'elle apprenne à refaire sa vie après sa mort » révèle-t-elle.
Viola est la chanson préférée de la chanteuse dans l'album, elle parle de l'excision, des femmes ayant vécu dans des conditions difficiles.

## Liste des titres
Liste des titres :

### Super Jewel Box (Édition Standard)
| No  | Titre                            | Durée |
| --- | -------------------------------- | ----- |
| 1.  | La Bienvenue                     | 3:58  |
| 2.  | Ma vie n'est pas la tienne       | 3:58  |
| 3.  | La Trêve de l'amour (Acte 1)     | 3:18  |
| 4.  | Ma Sainte-Nitouche               | 3:15  |
| 5.  | Quand revient l'été              | 3:43  |
| 6.  | Jérémie                          | 3:34  |
| 7.  | Née de l'amour (Acte 2)          | 3:53  |
| 8.  | M (Hey hey hey)                  | 3:30  |
| 9.  | Denis                            | 3:25  |
| 10. | Quand revient l'été (intermezzo) | 2:16  |
| 11. | L'Âme exilée                     | 3:11  |
| 12. | Au féminin                       | 3:01  |
| 13. | Fille d'Orient ou d'Occident     | 2:05  |
| 14. | Tout va bien                     | 3:43  |
| 15. | Viola (duo avec Marc Lavoine)    | 4:05  |
| 16. | Combien de fois                  | 4:04  |

### Digibook (Édition Deluxe)
Toutes les paroles sont écrites par Christophe Casanave et Najoua Mazouri sauf "Viens, viens" par Howard Barnes, toute la musique est composée par Christophe Casanave sauf "Viens, viens" par Sven-Linus.
| No  | Titre                                            | Durée |
| --- | ------------------------------------------------ | ----- |
| 1.  | La Bienvenue                                     | 3:58  |
| 2.  | Ma vie n'est pas la tienne                       | 3:58  |
| 3.  | La Trêve de l'amour (Acte 1)                     | 3:18  |
| 4.  | Ma Sainte-Nitouche                               | 3:15  |
| 5.  | Quand revient l'été                              | 3:43  |
| 6.  | Jérémie                                          | 3:34  |
| 7.  | Née de l'amour (Acte 2)                          | 3:53  |
| 8.  | M (Hey hey hey)                                  | 3:30  |
| 9.  | Denis                                            | 3:25  |
| 10. | Combien de fois                                  | 4:04  |
| 11. | Viola (duo avec Marc Lavoine)                    | 4:05  |
| 12. | Quand revient l'été (intermezzo)                 | 2:16  |
| 13. | L'Âme exilée                                     | 3:11  |
| 14. | Au féminin                                       | 3:01  |
| 15. | Fille d'Orient ou d'Occident                     | 2:05  |
| 16. | Tout va bien                                     | 3:43  |
| 17. | Viola                                            | 4:19  |
| 18. | Combien de fois (acoustique)                     | 4:14  |
| 19. | Viens, viens (Titre original : Rain, Rain, Rain) | 4:03  |

## Crédits
- Najoua Belyzel - chanteuse, chœurs
- Christophe Casanave - chœur, programmations rythmiques basse et synthés, guitares électrique et acoustique
- Jean-François Berger - Fx
- Franck Amseli - Guitares acoustiques, électriques et Fx
- Nicolas Subréchiot - chœur, programmations rythmiques basse et synthés, basse, vocoder, clavecin
- Karen Brunon - violon
- Aude Thevenet - hautbois
- Marc Bercovitz - arrangement cordes et direction
- Jérémy Hartmann - Fx

## Classements
| Pays              | Meilleure position | Semaines classées |
| ----------------- | ------------------ | ----------------- |
| France            | 66                 | 6                 |
| Belgique Wallonie | 90                 | 1                 |
| Québec            | nd                 | nd                |

## Référence
1. 1 2 3 4 5 6
2. ↑  (en) « Najoua Belyzel - Au Féminin », Discogs
3. ↑  1er interprète : Simon Butterfly en 1973. Adaptation en français : Ralph Bernet
4. ↑  lescharts.com